# Slava Mogutin
Slava Mogutin, né Iaroslav Mogoutine parfois orthographié Yaroslav Mogoutine (en russe : Ярослав Могутин), né le 12 avril 1974 à Kemerovo, est un écrivain et artiste multimédia vivant aujourd'hui à New-York. Il a également traduit en russe plusieurs écrivains américains de la Beat Generation, dont Allen Ginsberg et William S. Burroughs.

## Biographie

### Vie en Russie
Né dans la ville industrielle de Kemerovo, en Union soviétique, le jeune adolescent, Slava Mogutin part s'installer à Moscou et débute dans le journalisme, collaborant à plusieurs journaux et magazines, dont le quotidien de gauche Nezavissimaïa Gazeta et celui du Moscow News. Il se fait connaître du public lors de sa collaboration au journal d'Yevgeny Dodolev (en) Novy Vzgliad (en russe : Новый взгляд), période durant laquelle ses écrits au sein du journal sont l'objet de poursuites judiciaires de la part des autorités.
À l'âge de 21 ans, il est acclamé par la critique et officiellement condamné pour son activisme et ses écrits queer. Il est accusé de « mépris ouvert et délibéré pour les normes morales généralement acceptées », « hooliganisme malveillant avec cynisme exceptionnel et insolence extrême », « enflammer la division sociale, nationale et religieuse » et de « propagande de violence brutale, de pathologie psychique et de perversions sexuelles ». Il fait l'objet de harcèlement et d'enquête criminelle continue à son encontre. La situation s'est encore aggravée lorsque Mogutin a tenté de se marier officiellement avec son partenaire de l'époque Robert Filippini, devant ainsi le premier mariage homosexuel de l'histoire russe. Cela l'a conduit à devenir la cible de deux affaires criminelles médiatisées. Il est alors passible d'une peine de prison pouvant aller jusqu'à sept années. Les poursuites pénales ont été engagées après ses publications dans le journal politique indépendant Novy Vzgliad. C'est d'ailleurs à Novy Vzgliad qu'il rencontrera Edouard Limonov qu'il considère comme son mentor. Condamné à presque trois ans d'assignation à résidence et dans un contexte de tensions croissantes à cause des affaires criminelles persistantes, Mogutin s'enfuit.

### Exil à New-York
Quittant la Russie pour les États-Unis en 1995, il obtient l'asile politique avec le soutien d'Amnesty International et du PEN American Center (en), organisation américaine pour la liberté d'expression littéraire. Cet asile aux États-Unis a été le premier à être accordé sur la base de poursuites homophobes. À son arrivée à New-York, il s'est tourné vers les arts visuels et est devenu un membre actif de la scène artistique du Lower Manhattan. Depuis 1999, ses photographies ont été exposées à l'échelle internationale et présentées dans un large éventail de publications, notamment The New York Times, The Village Voice, iD, Butt, Vogue Hommes, Visionaire (en) et Secret Behavior. Mogutin a publiquement critiqué le président de la Russie, Vladimir Poutine, pour ses politiques homophobes. Il devient citoyen américain en 2011 et change son nom pour Slava.

## Œuvres
Il est l'auteur de sept livres publiés en Russie et de deux ouvrages de photographie reliés que sont Lost Boys et NYC Go-Go. L'inspiration pour ses œuvres dans Lost Boys est attribuée à son retour en Russie, lorsque Vladimir Poutine prend ses fonctions en 2000 et lève les charges retenues contre Mogutin.
En 2000, l'ouvrage intitulé Termonuclear Muscle est sélectionnée pour le prix prix littéraire Andreï Biély dans la catégorie de la poésie, son ouvrage intitulé Superhuman Supertexts est lauréat du prix. Ses poèmes, fictions, essais et interviews ont été publiés dans de nombreuses parutions et anthologies en six langues. Il a traduit en russe la poésie d'Allen Ginsberg, les essais de William S. Burroughs et la fiction de Dennis Cooper. Il est apparu comme un acteur dans le film pornographique agitprop de Bruce LaBruce, Skin Flick en 1999 et le long métrage indépendant de Laura Colella (en), Stay Until Tomorrow (en) en 2004. En 2004, il co-fonde SUPERM (en), un collectif d'artistes multimédias, avec son petit-ami et collaborateur Brian Kenny. Le 14 juillet 2017, Mogutin a publié sa monographie, Bros and Brosephines. Le livre présente une collection de photographies prises au cours des deux dernières décennies.
En 2019, Slava Mogutin fait une exposition photographique pour son nouvel ouvrage « Stock Boyz ».

### Poésie
- 1997 : Упражнения для Языка (Exercises for the Tongue), New-York.
- 1999 : Америка в Моих Штанах (America In My Pants), Kolonna Publications, Tver
- 2000 : Pоман с Немцем (German Romance), Kolonna Publications, Tver
- 2000 : SUPERMOGUTIN, Sверхчеловеческие Superтексты (Superhuman Supertexts), New-York
- 2001 : (ru) Iaroslav Mogoutin, Termonuclear Muscle (en russe : Термоядерный Мускул, traduit par : Muscle thermonucléaire) : Excrement for the language: selected texts (en russe : Ispražneniâ dlâ âzyka : izbrannye teksty, traduit par : Excréments pour le langage : textes sélectionnés), Moscou, Novoe literaturnoe obozrenie (NLO),‎ 2001, 210 p., 20 cm (ISBN 5-86793-149-8, OCLC 496496656, SUDOC 075858533, présentation en ligne).
- 2001 : 30 Интервью (30 Interviews), Limbus Press, Saint-Pétersbourg
- 2004 : Декларация Независимости (Declaration of Independence), Kolonna Publications, Tver
- 2014 : Food Chain, collection d'écrits en anglais, ITNA Press, Brooklyn
- 2018 : Pictures & Words (Anal Filth), illustrated collection of spam poems, Straight to Hell Editions

### Photographie
- 2006 : Lost Boys, powerHouse Books, Brooklyn
- 2008 : NYC Go-Go, powerHouse Books, Brooklyn
- 2008 : Bros & Brosephines, powerHouse Books, Brooklyn

## Source et références
Source
- (en) Cet article est partiellement ou en totalité issu de l’article de Wikipédia en anglais intitulé « Slava Mogutin » (voir la liste des auteurs).

Références
1. 1 2  (en) Stephen Lucas, « Open contempt for generally accepted norms: an interview with Slava Mogutin », sur 3:AM Magazine (en), 17 février 2010 (consulté le 1er novembre 2020) (traduit par : Mépris ouvert pour les normes généralement acceptées : une interview avec Slava Mogutin).
2. ↑  (en) Lost Boys Slava Mogutin, Lost Boys, PowerHouse Books, 1er novembre 2006.
3. ↑  (en) NYC Go-Go Slava Mogutin, NYC Go-Go, PowerHouse Books, 2008.
4. ↑  (en) Dan Avery, Red Scare, The Advocate, 5 décembre 2006, pp. 75-76.
5. ↑  (en) « The Andrei Bely Prize series contalns works short-listed for this prize in the Poetry category », sur Nouvelle Revue Littéraire (ru) (version du 5 avril 2008 sur Internet Archive) (consulté le 1er novembre 2020).
6. ↑  (ru) « Iaroslav Mogoutine : Superhuman Supertexts », sur belyprize.ru (consulté le 1er novembre 2020).
7. ↑  (en)  Bruce LaBruce, Skin Flick (1999).
8. ↑  (en) Laura Colella, Stay Until Tomorrow (2004).
9. ↑  (en) briankenny.blogspot.com
10. ↑  (en) Slava, Mogutin, (2017). Bros & brosephines. Getsy, David, Wandrag, Jan, 1976-. Brooklyn, NY: Powerhouse Books.  (ISBN 9781576878248). OCLC 952154272.
11. ↑  (en) Savas Abadsidis, « Check Out 2019’s Hottest Photography Exhibit: Slava Mogutin’s ‘Stock Boyz’ », sur gaynrd.com, 25 octobre 2019 (consulté le 1er novembre 2020).